# 巴哼语
巴哼语是中国湘黔桂三省交界处贵州、广西一侧自称“巴哼”（pa31 ŋ̊ŋ35）的瑶族所使用的语言，属于苗瑶语苗语支。越南也分布有少量使用巴哼语的族群。
湘黔桂三省交界处湖南一侧自称“唔奈”的瑶族所使用的唔奈语跟巴哼语比较接近，在一些资料中被归为「巴哼语唔奈方言」。

## 使用族群
巴哼语的使用族群主要分布在贵州省黎平县、从江县，广西壮族自治区融水苗族自治县、三江侗族自治县、龙胜各族自治县，其中融水县人数最多。他们自称“巴哼”（pa31 ŋ̊ŋ35），故以此为其语言定名。侗族称其为“嘎优”（ka31 jiu33），
苗族称其为“大达优”（ta55 tia42 ju33），都是“瑶人”的意思。汉族称其为“红瑶”、“八姓瑶”。在中华人民共和国的民族划分中，他们被识别为瑶族。人口约有4.8万人（1997）。:1:733
巴哼语的使用族群在越南也有分布，主要分布在河江省北光县、箐门县、黄树皮县，宣光省霑化县、安山县，其中北光县分布最为集中。他们在越南的民族划分中被视为独立民族，称巴天族。人口有5000多人（2015）。:158:109-128美国语言学家艾杰瑞指出，他们所操的语言与中国广西三江县高基瑶族乡的巴哼语非常近似。

## 分布

### 中国
巴哼语使用者分布在中国下列县。大多数县的巴哼语使用者人数都在1千至6千(Mao & Li 1997)。
- 湖南：
  - 唔奈语：邵阳市隆回县虎形山乡、小沙江乡、磨塘乡、大水田乡、洞口县、怀化市辰溪县、溆浦县、通道县传素瑶族乡和临口镇上洞村和下洞村。[8]高度濒危。[9]
  - 邵阳市城步苗族自治县、新宁县、绥宁县(100+使用者)
- 贵州
  - 黎平县北巴哼语：滚董乡、顺化乡
  - 从江县南巴哼语：高忙乡
- 广西
  - 融水县(1.2万+使用者)

- -     - 北巴哼语：大浪乡、大年乡、安太乡、洞头乡、滚贝乡、汪洞乡、杆洞乡；怀宝镇[9]
    - 南巴哼语：白云乡、大浪乡、安陲乡、香粉乡

  - 三江县
    - 北巴哼语：同乐乡、老堡乡
    - 南巴哼语：文界乡、良口乡

  - 龙胜县南巴哼语：三门乡、平等乡
  - 临桂县
  - (还有13个县)

### 越南
巴哼语还分布在越南北部一些分散的小块地区。巴哼语使用者在越南是个独立的民族，称作“巴天族”，有约上千人。
- 河江省
  - 光平县新贞社(Niederer 1997, 2004)[10]:71-130[11]:129-146
- 北光县新立社[12][13]:101-133
  - 新立社明商村
  - 新城社
- 宣光省
  - 霑化县鸿光村(霑化市西北62km)，在当地，使用者被称为“花苗”[13]

据Vu (2013:12-15)，巴天族的祖先从广西迁到海宁(现在的广宁省)，并随后再迁到太原省。巴天族随后分化至3个不同地区。
- 宣光省霑化县灵富和安山县中山
- 宣光省那𧯄县凌竿社、霑化县鸿光社和河江省北光县友产社
- 巴天族从从河江省光平县春明社迁徙到光平县安平社、安城社、新郑社、新南社和北光县新立社。

## 研究历史
1905年，法国人博尼法西发表了《明江上游居民所操语言之研究》，文中记录了“那峨语”，即自称“那峨”、他称“贵州人”的族群所说的不同于瑶族勉语的语言。这是关于巴哼语的最早的研究。:306-327:3
在1982年的《瑶族语言简志》中，巴哼语曾经被视为布努语的一种方言。:117毛宗武后来表示，这是当时囿于材料不足而暂时采取的办法，实际上巴哼语与布努语的距离超越了一般人所理解的方言概念，是不能跟布努语的方言摆在同一个平面上的。:3
《瑶族语言简志》中，巴哼话和唔奈话被认为是布努语的方言，二者是平级关系。:117美国学者大卫·斯特雷克则将两者分列为两种语言，且各自分属一个单独的语族，与苗语族、瑶语族等是平级关系。:22-42后来，毛宗武、陈其光等都认为，巴哼语是一门独立的语言，唔奈话是巴哼语的方言。:84。近年来，李云兵改变了自己的观点，认为唔奈语是独立的语言，而非巴哼语的方言。:72-80
巴哼语在语音上没有-m韵尾和塞音韵尾韵母，在语法上中心语一般在前，在词汇上也与苗语支语言比较近似，因此归入苗瑶语苗语支。:233-235

## 方言
巴哼语可以分为两个方言:84、85：
- 南部方言：主要分布在广西三江县文界乡、良口乡，融水县白云乡、大浪乡、安陲乡、香粉乡，龙胜县三门镇、平等镇，贵州从江县高忙乡[b]。越南的巴哼语也属南部方言。
  - 以三江县老堡乡白文村（习称“文界”）的巴哼语为代表[c]。
- 北部方言：主要分布在贵州黎平县滚董乡、顺化乡，广西三江县同乐乡。广西融水县大浪乡、大年乡、安太乡、洞头乡、滚贝乡、汪洞乡、杆洞乡也有分布。
  - 以黎平县地坪镇岑卜村（习称“滚董”）的巴哼语为代表[d]。

南北方言划分的主要依据是有没有鼻冠闭塞音声母（如ᵐp），有鼻冠闭塞音声母的属南部方言，没有的属北部方言。除此以外在词汇上也有一定的差异。:90

## 语音

### 声母
巴哼语南部方言的声母表如下:2-4：
|        |        | 塞音/塞擦音 | 塞音/塞擦音 | 塞音/塞擦音 | 鼻冠塞音/塞擦音 | 鼻冠塞音/塞擦音 | 鼻冠塞音/塞擦音 | 鼻音 | 鼻音 | 鼻音 | 近音 | 近音 | 近音 | 擦音 |
| 不送气 | 送气   | 浊流        | 不送气      | 浊流        | 清鼻冠音        | 浊音            | 浊流            | 清音 | 浊音 | 浊流 | 清音 | 清音 |      |      |
| ------ | ------ | ----------- | ----------- | ----------- | --------------- | --------------- | --------------- | ---- | ---- | ---- | ---- | ---- | ---- | ---- |
| 唇音   | 一般   | p           | pʰ          | pʱ          | ᵐp              | ᵐpʱ             | m̥p              | m    | mʱ   | m̥    | ʋ    | ʋʱ   |      | f    |
| 唇音   | 腭音化 | pʲ          | pʰʲ         | pʱʲ         | ᵐpʲ             | ᵐpʱʲ            |                 | mʲ   | mʱʲ  |      |      |      |      |      |
| 齿龈音 | 一般   | t           | tʰ          | tʱ          | ⁿt              | ⁿtʱ             |                 | n    | nʱ   | n̥    | l    | lʱ   | l̥    | s    |
| 齿龈音 | 腭音化 | tʲ          | tʰʲ         | tʱ          |                 |                 |                 |      |      |      | lʲ   | lʱʲ  | l̥ʲ   |      |
| 齿龈音 | 唇音化 | tʷ          | tʰʷ         |             |                 |                 |                 |      |      |      |      |      |      | sʷ   |
| 龈颚音 | 一般   | tɕ          | tɕʰ         | tɕʱ         | ȵtɕ             | ȵtɕʱ            | ȵ̥tɕ             | ȵ    | ȵʱ   | ȵ̥    | j    | jʱ   |      | ɕ    |
| 软腭音 | 一般   | k           | kʰ          | kʱ          | ᵑk              | ᵑkʱ             |                 | ŋ    | ŋʱ   | ŋ̥    |      |      |      | x    |
| 软腭音 | 唇音化 | kʷ          | kʰʷ         | kʱʷ         |                 |                 |                 |      |      |      |      |      |      |      |
| 小舌音 | 一般   | q           | qʰ          | qʱ          | ᶰq              | ᶰqʱ             |                 |      |      |      |      |      |      |      |

- 鼻冠闭塞音声母有闭塞音消失的趋势，改读对应部位的鼻音。北部方言即读对应部位的鼻音。[1]:91古鼻冠闭塞音声母，不论全清、次清、全浊，都向鼻音（而非闭塞音）转化，是巴哼语异于其他苗瑶语的重要特征。[18]
- tʲ、tʰʲ、tʷ、tʰʷ、sʷ用于近代汉语借词。
- 元音开头的音节，实际带有喉塞音声母ʔ。

### 韵母
巴哼语南部方言的韵母表如下:4-5：
|      | 前   | 前   | 央   | 央   | 后   | 后   | 后   |
|      | 一般 | 鼻化 | 一般 | 鼻化 | 一般 | 鼻化 | 展唇 |
| ---- | ---- | ---- | ---- | ---- | ---- | ---- | ---- |
| 高   | i    | ĩ    | ʉ    |      |      |      |      |
| 次高 | ɪ    | ɪ̃    |      |      |      |      |      |
| 半高 | e    | ẽ    |      |      | o    | õ    | ɤ    |
| 半低 | ɛ    | ɛ̃    |      |      | ɔ    | ɔ̃    |      |
| 低   |      |      | a    | ã    |      |      |      |

- 另有ŋ、ŋʱ、ŋ̊ŋ三个不含元音的音节。

### 声调
巴哼语南部方言的声调表如下:6-7：
| 调号 | 调值 | 来源       | 来源              |
| 调号 | 调值 | 苗瑶语调类 | 近代汉语 借词调类 |
| ---- | ---- | ---------- | ----------------- |
| 1    | 35   | 第1调      | 去声              |
| 2    | 33   | 第2调      | 阴平              |
| 3    | 31   | 第3调      |                   |
| 4    | 31   | 第4调      | 阳平              |
| 5    | 55   | 第5调      |                   |
| 6    | 44   | 第7调      |                   |
| 7    | 53   | 第7调      | 上声              |
| 8    | 31   | 第8调      |                   |

- 古苗瑶语B调类未分化。第8调并入第4调。
- 第1调的数词与第1调、第2调的量词组合时，前面的数词变读为第7调。除此外没有其他连续变调。
- 各地方言（及唔奈语）的调类、调值基本相同。[1]:98[18]

## 词汇
巴哼语（南部方言）以派生为主要的构词手段，词缀一般在前，常见的名词前缀有a44、qa31、qa35、ŋ̍31、qɛ53等。:16-19
巴哼语中还有相当数量的汉语借词，具体又可分为早期借词和近代借词。
- 早期借词借自上古/中古汉语，内容广泛，多为单音节，作为语素有一定的构词能力，不使用固有词之外的音位，服从固有词的语音结构和构词规律[e]，声调按中古汉语四声八调对应归入1-8调。[1]:22-24

- 近代借词以西南官话的语音系统为基础，内容集中在政治、经济、文化等领域，多为双音节的合成词，有使用固有词之外的音位，声调按桂柳话的调值归入固有词的调类。[1]:29-30

## 外部連結
- 巴哼语与唔奈语六个方言点的基本词汇比较表（英文维基词典） （页面存档备份，存于）